# Communauté de communes Alsace Rhin Brisach
La communauté de communes Alsace Rhin Brisach est une communauté de communes française située dans la circonscription administrative du Haut-Rhin et la collectivité européenne d'Alsace.

## Histoire
La communauté de communes Pays Rhin-Brisach est créée au 1er janvier 2017. Elle est formée par fusion de la communauté de communes Essor du Rhin et de la communauté de communes du pays de Brisach.
Le 1er janvier 2023, elle change de nom pour devenir communauté de communes Alsace Rhin Brisach.

## Administration
| Période | Période  | Identité   | Étiquette | Qualité                         |
| ------- | -------- | ---------- | --------- | ------------------------------- |
| 2022    | En cours | Gérard Hug |           | Maire de Biesheim (depuis 2014) |

| Période | Période  | Identité           | Étiquette | Qualité                                           |
| ------- | -------- | ------------------ | --------- | ------------------------------------------------- |
| 2022    | En cours | François Beringer  |           | 1er Vice-Président, Maire de Blodelsheim          |
| 2022    | En cours | Claude Gebhard     |           | 2ème Vice-Président, Maire de Artzenheim          |
| 2022    | En cours | Claude Brender     |           | 3ème Vice-Président, Maire de Fessenheim          |
| 2022    | En cours | Josiane Bigel      |           | 4ème Vice-Présidente, Maire de Widensolen         |
| 2022    | En cours | Roland Durr        |           | 5ème Vice-Président, Adjoint au Maire de Biesheim |
| 2022    | En cours | Philippe Mas       |           | 6ème Vice-Président, Maire de Volgelsheim         |
| 2022    | En cours | Thierry Sautivet   |           | 7ème Vice-Président, Maire de Appenwihr           |
| 2022    | En cours | Betty Muller       |           | 8ème Vice-Présidente, Maire de Geiswasser         |
| 2022    | En cours | Christine Schwartz |           | 9ème Vice-Présidente, Maire de Nambsheim          |

« Élus », sur paysrhinbrisach.fr (consulté le 24 septembre 2020)

## Listes des communes
La communauté de communes est composée des 29 communes suivantes :

| Nom                 | Code Insee | Gentilé          | Superficie (km2) | Population (dernière pop. légale) | Densité (hab./km2) |
| ------------------- | ---------- | ---------------- | ---------------- | --------------------------------- | ------------------ |
| Volgelsheim (siège) | 68352      | Volgelsheimois   | 8,64             | 2 714 (2022)                      | 314                |
| Algolsheim          | 68001      | Algolsheimois    | 7,22             | 1 132 (2022)                      | 157                |
| Appenwihr           | 68008      | Appenwihriens    | 7,72             | 585 (2022)                        | 76                 |
| Artzenheim          | 68009      | Artzenheimois    | 9,69             | 859 (2022)                        | 89                 |
| Balgau              | 68016      | Balgauviens      | 9,49             | 940 (2022)                        | 99                 |
| Baltzenheim         | 68019      | Baltzenheimois   | 6,52             | 563 (2022)                        | 86                 |
| Biesheim            | 68036      | Biesheimois      | 16,55            | 2 519 (2022)                      | 152                |
| Blodelsheim         | 68041      | Blodelsheimois   | 20,69            | 1 959 (2022)                      | 95                 |
| Dessenheim          | 68069      | Dessenheimois    | 19,16            | 1 441 (2022)                      | 75                 |
| Durrenentzen        | 68076      | Durrenentzeniens | 6,22             | 1 059 (2022)                      | 170                |
| Fessenheim          | 68091      | Fessenheimois    | 18,4             | 2 335 (2022)                      | 127                |
| Geiswasser          | 68104      |                  | 8,24             | 329 (2022)                        | 40                 |
| Heiteren            | 68130      |                  | 22,4             | 1 068 (2022)                      | 48                 |
| Hettenschlag        | 68136      |                  | 7,71             | 346 (2022)                        | 45                 |
| Hirtzfelden         | 68140      | Hirtzfeldois     | 22,1             | 1 288 (2022)                      | 58                 |
| Kunheim             | 68172      | Kunheimois       | 11,75            | 1 857 (2022)                      | 158                |
| Logelheim           | 68189      | Logelheimois     | 4,33             | 950 (2022)                        | 219                |
| Munchhouse          | 68225      | Munchhousiens    | 24,05            | 1 538 (2022)                      | 64                 |
| Nambsheim           | 68230      | Nambsheimois     | 10,03            | 578 (2022)                        | 58                 |
| Neuf-Brisach        | 68231      | Néo-Brisaciens   | 1,33             | 1 944 (2022)                      | 1 462              |
| Obersaasheim        | 68246      | Obersaasheimois  | 12,88            | 1 039 (2022)                      | 81                 |
| Roggenhouse         | 68281      | Roggenhousiens   | 6,45             | 463 (2022)                        | 72                 |
| Rumersheim-le-Haut  | 68291      | Rumersheimois    | 16,67            | 1 052 (2022)                      | 63                 |
| Rustenhart          | 68290      | Rustenhartois    | 12,22            | 964 (2022)                        | 79                 |
| Urschenheim         | 68345      | Urschenheimois   | 6,42             | 796 (2022)                        | 124                |
| Vogelgrun           | 68351      | Vogelgrunois     | 5,03             | 630 (2022)                        | 125                |
| Weckolsheim         | 68360      |                  | 6,93             | 719 (2022)                        | 104                |
| Widensolen          | 68367      |                  | 10,67            | 1 208 (2022)                      | 113                |
| Wolfgantzen         | 68379      |                  | 9,38             | 1 156 (2022)                      | 123                |

## Transports
La communauté de communes est devenue autorité organisatrice de la mobilité (AOM).

### Impact énergétique et climatique

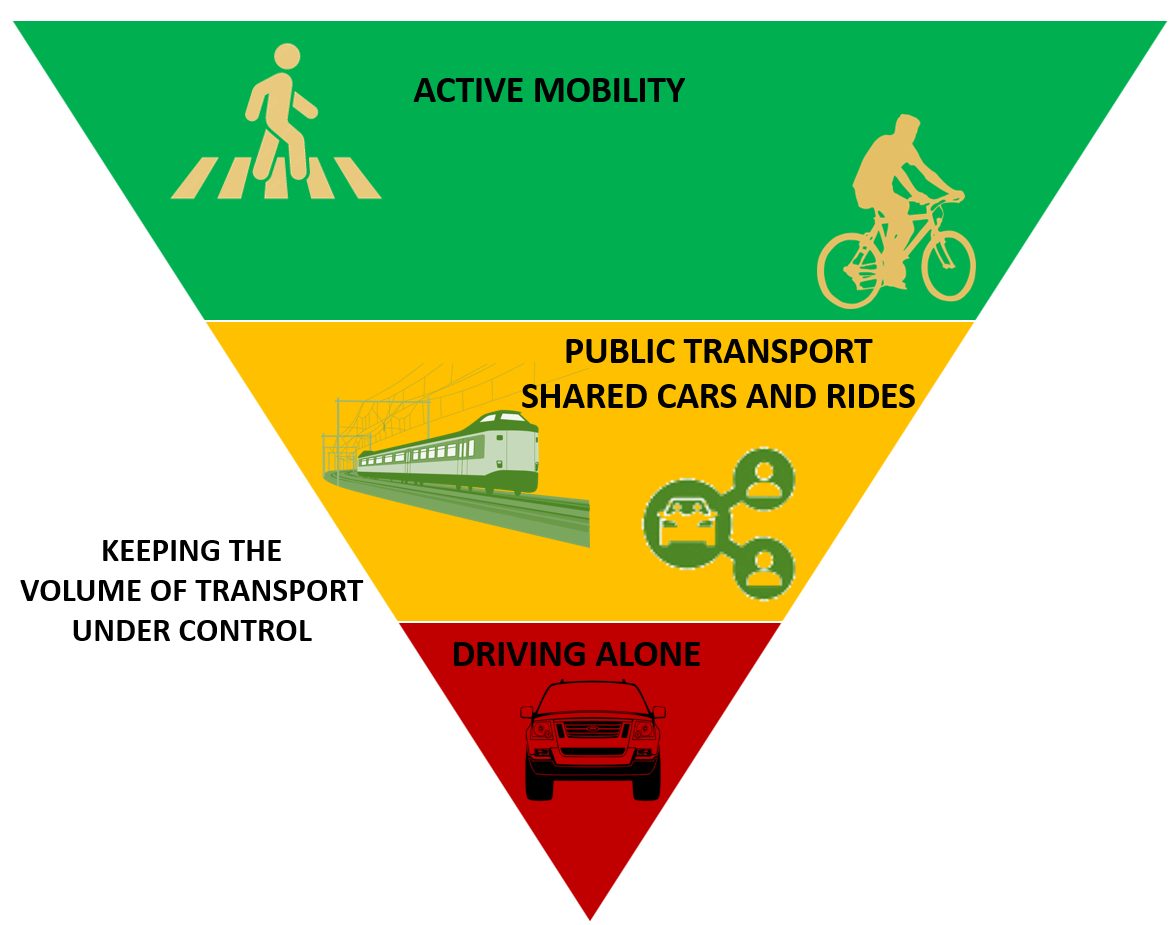
Pyramide de la mobilité, proposée par le projet européen Share North.

| -                              | Transports routiers | Autres transports |
| ------------------------------ | ------------------- | ----------------- |
| Carburant (GWh)                | 128                 | 14                |
| Électricité (GWh)              | 0                   | 0                 |
| Gaz à effet de serre (ktéqCO2) | 33                  | 3                 |

## Énergie et climat
Dans le cadre du schéma régional d'aménagement, de développement durable et d'égalité des territoires (SRADDET) du Grand Est, ATMO Grand Est tient à jour les statistiques énergétiques  des établissements publics de coopération intercommunale de la collectivité européenne d'Alsace sous forme de diagramme de flux.
L'énergie finale annuelle, consommée en 2020, est exprimée en gigawatts-heures,.
| -                          | GWh   |
| -------------------------- | ----- |
| Électricité                | 593   |
| Carburants ou combustibles | 1 108 |
| Chaleur primaire           | 33    |

L'énergie produite en 2020 est également exprimée en gigawatts-heures.
| -                          | GWh   |
| -------------------------- | ----- |
| Électricité                | 6 401 |
| Carburants ou combustibles | 117   |
| Chaleur primaire           | 33    |

Les gaz à effet de serre sont exprimés en kilotonnes équivalent CO2.
| -                     | ktéqCO2 |
| --------------------- | ------- |
| Liées à l'énergie     | 228     |
| Non liées à l'énergie | 35      |